# Porocottus
Porocottus is een geslacht van straalvinnige vissen uit de familie van donderpadden (Cottidae). Het geslacht is voor het eerst wetenschappelijk beschreven in 1859 door Gill.

## Soorten
- Porocottus allisi (D. S. Jordan & Starks, 1904)
- Porocottus camtschaticus (P. J. Schmidt, 1916)
- Porocottus coronatus Yabe, 1992
- Porocottus japonicus P. J. Schmidt, 1935
- Porocottus leptosomus Muto, Y. Choi & Yabe, 2002
- Porocottus mednius (T. H. Bean, 1898)
- Porocottus minutus (Pallas, 1814)
- Porocottus quadrifilis T. N. Gill, 1859
- Porocottus tentaculatus (Kner, 1868)